# Yueleptoneta dongxing
Genre
Espèce
Yueleptoneta dongxing, unique représentant du genre Yueleptoneta, est une espèce d'araignées aranéomorphes de la famille des Leptonetidae.

## Distribution
Cette espèce est endémique du Guangdong en Chine,. Elle se rencontre vers Heyuan et Qingyuan.

## Description
Le mâle holotype mesure 1,81 mm et la femelle paratype 1,62 mm.

## Systématique et taxinomie
Ce genre a été décrit par Tong en 2022 dans les Leptonetidae.
Cette espèce a été décrite par Yang, Tong et Bian en 2022.

## Étymologie
Son nom d'espèce lui a été donné en référence au lieu de sa découverte, Dongxing.

## Publication originale
- Yang, Li, Tong & Bian, 2022 : « A new genus and species of leptonetid spiders (Araneae, Leptonetidae) from Guangdong Province, China. » Biodiversity Data Journal, vol. 10, no e80219, p. 1-8 (texte intégral).